# TU 9
«TU9 — German Institutes of Technology e. V.»  — зарегистрированное объединение девяти ведущих технических университетов Германии.

## Обзор
«TU 9» возникло в 2003 году как неформальное объединение ректоров и президентов ведущих технических университетов Германии. Председателем «TU 9» был избран ректор Технологического института Карлсруэ Хорст Хипплер. Центральный офис университетского объединения располагается в Берлине.
Как формальное объединение университетов «TU 9» существует с 2006 года: 26 января 2006 года в Сенатском зале заседаний Брауншвейгского технического университета состоялась официальная учредительная церемония объединения «TU 9».  Учредительные документы объединения подписали президенты и ректоры всех девяти высших учебных заведений.
Объединение ведущих технических университетов Германии ставит своей задачей представительство общественных, политических и экономических интересов его участников, содействие продвижению Болонского процесса и обеспечение высокого уровня качества подготовки инженерных кадров.
В начале августа 2010 года университеты «TU 9» высказались за возвращение к диплому, который 10 лет назад был заменён бакалавром. 

## Члены объединения
- Рейнско-Вестфальский технический университет Ахена
- Берлинский технический университет
- Брауншвейгский технический университет
- Ганноверский университет
- Дармштадтский технический университет
- Дрезденский технический университет
- Технологический институт Карлсруэ
- Мюнхенский технический университет
- Штутгартский университет